# Мрин
Мрин (укр. Мрин) — село в Нежинском районе Черниговской области Украины, административный центр Мринской сельской общины. Было центром Мринского сельсовета, до 17 июля 2020 года было на территории ныне упразднённого Носовского района. Население — 2343 человека. Занимает площадь 5,38 км².
Код КОАТУУ: 7423883501. Почтовый индекс: 17113. Телефонный код: +380 4642.

## История
Расположено на р. Остер. Основан в конце 16 ст., впервые упоминается в начале 17 ст. В 1627 польский король отдал Мрин доминиканам Черниговского  кляшгора. Во время народно-освободительной войны 1648—54 Мрин перешел во владение Ветхорождественского монастыря.
Со временем (после 1657) черниговский архиепископ Л. Баранович присоединил село к усадьбе черниговского Борисоглебского монастыря. Мрин был центром Мринской сотни Нежинского (с середины 18 ст.— Киевского) полка.
По описанию 1781 года  в Мрине было небольшое укрепление, окруженное земляным валом. Наибольшими землевладельцами в Мрине были Коробки, последний из которых — П. С. Коробка стал членом Государственной думы. Он имел в Мрине большую усадьбу с жилыми домами, хозяйственным двором, конюшней (в 2-х жилых домах теперь размещена больница). В 1866 году в с. Мрин — 268 дворов, 1617 жителей; в 1897 — 389 дворов, 2190 жителей.
В XIX веке местечко Мрин было волостным центром Мринской волости Нежинского уезда Черниговской губернии. В селе была Успенская и Николаевская церковь.
В Мрине были церковно-приходская школа в каменном доме (теперь школьная столовая), земская школа (1895), Мринская Леонидовская низшая ремесленная школа (1901), Мринская Людмилинская женская семинария (1903), больница, которую построил П. Коробка, строящаяся Успенская церковь (1897, снесена в начале 30-х гг.). Вблизи Мрина выявлены поселения эпохи бронзы, раннежелезного века (2—1 тыс. до н.э.).

## Власть
Орган местного самоуправления — Мринский сельский совет. Почтовый адрес: 17113, Черниговская обл., Носовский р-н, с. Мрин, ул. Броварца, 1.

## Известные люди
В селе родились:
- Гиря, Иван Васильевич (?—1654) — украинский военный, государственный и дипломатический деятель XVII века, Белоцерсковский полковник Войска Запорожского. Один из сподвижников Богдана Хмельницкого.
- Коробка, Павел Степанович — общественный деятель конца XIX — начала XX века.
- Броварец, Владимир Тимофеевич — Герой Советского Союза.

С 2008 года в селе живет украинский писатель Артём Чех.